# Шеффилд (городская агломерация)

Карта Шеффилдского городского района

Городская агломерация Шеффилд — крупнейшая после Западного Йоркшира городская агломерация региона Йоркшир и Хамбер с населением более 600 тысяч человек. Основной город агломерации — Шеффилд.
По данным Национальной статистической службы Великобритании в 2001 году городская агломерация Ноттингем состояла из 3 населённых пунктов с общей численностью населения 640 720 человек.

## Список населённых пунктов
Населённые пункты городской агломерации Шеффилд приведены в порядке убывания численности населения.
- Шеффилд 439 866
- Ротерем 117 262
- Чеплтаун 22 665